# Casa dei vini ungheresi
La Casa dei vini ungheresi (in ungherese Magyar Borok Háza) è un museo situato a Budapest, in Ungheria, nella piazza della Santa Trinità, di fronte all'hotel Hilton. Rappresenta tutte le 22 regioni vinicole del Paese con circa 700 diversi tipi di vino. Di questi, 55 sono disponibili per la degustazione.
L'obiettivo della Casa è quello di arrivare ad avere tutta la gamma completa di vini prodotti in Ungheria raccolta in un unico luogo per farli conoscere ed apprezzare. La Casa si propone anche di promuovere la posizione dei vini ungheresi a livello nazionale ed internazionale.